# Manettia peruviana
Manettia peruviana är en måreväxtart som beskrevs av Paul Carpenter Standley. Manettia peruviana ingår i släktet Manettia och familjen måreväxter. Inga underarter finns listade i Catalogue of Life.